# 백단대전
백단대전(중국어: 百團大戰)은 펑더화이가 이끄는 국민혁명군 소속 중국 공산당의 사단이 화중 지역에서 일본 제국 육군과 맞서 싸운 전투이다. 이 전투는 오랫동안 중국 공산당 역사의 선전 도구로 활용되었지만, 문화대혁명 때 펑더화이의 '범죄'로 규정되었다. 전투의 전개와 결과에 관한 문제는 현재까지 논란에 있다.

## 전투
일본 북지나 방면군은 1939년 12월 기준으로 중국 공산당 정규군이 88,000명에 이를 것이라고 추정했다. 2년 후, 일본 측은 140,000명으로 이를 수정했다. 전투 즈음에 공산군은 105개 여단 규모로 성장했고, 400,000명의 병력을 가지고 있었다. 일본군에 맞선 팔로군의 성공은 주더와 다른 공산군 수뇌부로 하여금 일본군과 교전했을 때 승리할 수 있을 것이라고 희망했다.
1940년 주더는 제115사단의 46개 연대와 제129사단의 47개 연대, 그리고 제120사단의 22개 연대에게 일본이 점령한 도시와 이를 잇는 철도망을 공격하는 합동공세를 명령했다. 중국 공산당의 공식 발표에 따르면, 전투는 8월 20일 시작되었다. 8월 20일부터 9월 10일까지 공산군은 공산당 기지를 분리시켰던 철도를 공격했으며, 허베이 지역의 더저우와 스자좡, 산시성 지역의 스좌좡과 타이위안, 그리고 산시성 북부의 타이위안과 다퉁을 잇는 철도가 주요 대상이었다. 원래 펑더화이의 전투 서열은 20개의 연대로 구성되어 있었고, 8월 22일 80개 이상의 연대가 이 전투에 참여하게 되었다는 것을 알게 되었다.
팔로군은 터널과 다리를 폭파하고 철길을 부수는 데 성공했으며 970km에 이르는 철도가 파괴되었고, 일본 군수산업에 중요했던 징싱 광구가 6개월 동안 운영이 중단되었다. 이 전투는 중국 공산당이 중일 전쟁 기간 싸운 전투 중 가장 큰 승리였다. 그러나 10월부터 12월까지 일본군이 반격을 개시하여 철도를 다시 점령하였고, 주변 교외 지역에서 '섬광 작전'을 개시했다. 12월 22일 마오쩌둥은 펑더화이에게 "아직 공세가 끝났다고 선언하지 마시오. 장제스가 반공 성향을 드러내고 있고, 우리는 선전전에서 승리하기 위해 백단대전의 영향력이 필요하오."라고 말했다.

## 결과
팔로군은 12월 5일 이전 통계에 기반한 두 개의 보고서를 남겼다. 한 개는 그들이 12,645명의 일본군과 5,153명의 중국 위군을 사살하였으며 281명의 일본군과 1,407명의 중국 위군을 포로로 잡았고 293개의 거점을 점령했다는 보고서였다. 다른 하나는 20,645명의 일본군과 5,155명의 중국 위군을 죽이거나 부상을 입히고, 일본군 281명과 중국 위군 18,407명을 포로로 잡았으며, 47명의 일본군과 1,845명의 중국 위군이 이탈했으며 2,993개의 거점을 점령했다는 보고서였다. 이 두 개의 기록은 같은 수치를 기초에 두고 있지만, 알 수 없는 이유로 인해 2개의 다른 기록으로 나누어지게 되었다. 2010년, 판저진이 쓴 중국 측 기사에 따르면 전투를 통해 사상한 적군의 숫자는 50,000명 이상일 것이라고 했다. 일본군 군사 기록에는 전체 사상자를 나타내는 수치는 없으나, 276명의 사망자가 제4독립혼성여단에 있으며, 제2독립혼성여단에는 133명의 사망자와 31명의 실종자가 있다고 밝혔다. 서양 자료에 따르면 20,900명의 일본인 사상자와 약 20,000명의 중국 위군 사상자가 있다.
중국 측 기록에 따르면 474km의 철도와 1,502km의 도로를 파괴했으며, 213개의 교량과 11개의 터널, 37개의 역을 파괴했다고 밝혔다. 하지만 일본 측 기록에 따르면 73개의 교량, 3개의 터널, 5개의 수탑이 파괴되었고 20개의 역이 불탔으며 철도 파업은 117건이 있었다고 밝혔다. 통신체계에 대한 피해는 1,333개의 전선 거점이 잘렸고, 1,107개의 통신 체계가 뒤바뀌었으며, 146km의 전선이 잘렸다. 징싱 광구는 반 년 동안 운영이 중단되었다.

## 논란
펑더화이와 마오쩌둥은 1937년 8월 뤄촨 회의 때부터 일본군에 어떻게 직접적으로 맞설지에 대해 의견이 엇갈렸다. 마오쩌둥은 장비가 잘 갖춰진 일본군에게 공산당원들을 잃는 것을 걱정했다. 중화인민공화국이 건설된 이후 마오쩌둥은 린뱌오에게 "일본에 더 많은 영토를 점령하게 하는 것이 그대의 나라를 사랑하는 것이오. 그렇지 않았다면, 이 나라는 장제스가 사랑한 나라가 되었을 것이오."라고 말했다고 한다. 이에 따라, 백단대전은 중국 공산당이 전쟁 기간 동안 일본군과 벌인 마지막 교전이 되었다. 펑더화이가 지휘권이 없었고 마오쩌둥과 중국 중앙군사위원회에 전달을 하지 않았다는 논란도 있었다. 1945년 초에 마오쩌둥에게 말하지 않고 전투를 개시한 것에 대한 비난이 북중국 회의에 등장했다. 대약진 운동 기간 동안 마오쩌둥의 정책에 대한 펑더화이의 반대는 그의 몰락으로 이끌었고, 문화대혁명 시기 백단대전을 개시한 것이 펑더화이의 죄가 되었다. 1967년 칭화대학교의 홍위병은 중앙 문화대혁명 위원회의 지지 하에 "악당 펑더화이는 주더와 함께 충칭과 시안을 방어하는 공세를 펼쳤다. 그는 마오쩌둥 주석의 지시를 거부하고 모험적인 공격에 105개의 연대를 모집했다..... 마오쩌둥 주석은 '펑더화이가 나와의 논의도 없이 어떻게 그런 큰 움직임을 만들었는가? 우리 군은 완전히 노출되었다. 결과는 끔찍했다.'"라고 말했다.
펑더화이는 그의 회고록 彭德怀自述에서 그는 7월 말에 중앙군사위원회의 승인을 기다리지 않고 7월 말에 공세를 개시했다고 밝혔으며 이것을 후회한다고 했다. 하지만 판저친은 그것이 펑더화이의 잘못된 기억이며, 정확한 작전 개시일은 공식적으로 8월 20일이었기 때문에, 펑더화이는 사실상 승인을 받은 것이라고 할 수 있다고 이야기했다. 녜룽전은 펑더화이를 방어하며, "중앙군사위원회가 사전에 공세에 대해 정보를 받지 못했다는 설이 있다. 조사 후에, 우리는 팔로군 사령부가 상부에 보고서를 보낸 것을 발견했다. 그 보고서에는 우리가 젠타이 철도를 습격하여 사보타주를 할 것이라고 언급되어 있었다. 철도 하나를 사보타주하는 것은 게릴라전에서 매우 일반적인 일이기에 그것은 우리의 일상적인 작업이다. 이것은 무슨 전략적인 문제가 아니며, 위원회가 아니라고 말할 수 없다"라고 말했다. 녜룽전은 작전 개시일에 대한 정확한 말은 없었다. 문화대혁명 이후 중국에서는 전반적으로 전투를 지지하는 합의가 있었다. 하지만 최근 중화인민공화국 기사에서 류보청이 논란이 있는 펑더화이의 전투 개시에 다른 의견이 있다고 밝혔다.
작전은 성공적이었으나, 마오쩌둥은 이 작전이 일본군 삼광정책의 주요 원인이 되었다고 말하며 루산 회의에서 펑더화이를 비난하는 데 사용했다.